# Ga Manchon
Ga Manchon là ga của Tàu điện ngầm Daegu tuyến 2 ở Manchon-dong, Suseong-gu, Daegu, Hàn Quốc.

## Liên kết
- (tiếng Hàn) Trạm thông tin mạng Lưu trữ ngày 28 tháng 2 năm 2014 tại Wayback Machine từ Tổng công ty đường sắt cao tốc đô thị Daegu